# 18e division de fusiliers motorisés de la Garde
Pour les articles homonymes, voir 18e division.
La 18e division de fusiliers motorisés de la Garde (en russe : 18-я гвардейская мотострелковая дивизия, abrégé en 18 гв. мсд), de son nom complet la 18e division de fusiliers motorisés de la Garde Insterbourgskaïa décorée des ordres du Drapeau rouge et de Souvorov (18-я гвардейская мотострелковая Инстербургская Краснознамённая, ордена Суворова дивизия), est une grande unité de l'Armée de terre russe.
La division a été remise sur pied en 2020, casernée à Goussev et dépend du 11e corps d'armée, c'est-à-dire des troupes côtières de la marine russe. En 2022, dans le cadre de l'invasion de l'Ukraine par la Russie, ses détachements opérationnels ont été engagés au combat près de Kharkiv.

## Historique
L'unité reprend les traditions d'unités soviétiques antérieures, notamment la 18e division de fusiliers de la Garde, qui a participé à la conquête de la Prusse-Orientale, l'actuel oblast de Kaliningrad.

### Seconde Guerre mondiale
Sa filiation remonte à la 133e division de fusiliers, formée dans le district militaire sibérien en septembre-octobre 1939. Fin juin 1941, quelques jours après le début de l'invasion allemande, la division embarque à Novossibirsk pour arriver début juillet à Viazma et être intégrée dans la 24e armée, en arrière du front, sur l'axe Minsk-Moscou. En août, elle passe à la 22e armée près de Velikié Louki ; en septembre elle est près d'Andreapol ; en octobre et novembre elle combat dans la 31e armée devant Kalinine ; en décembre elle participe à la contre-offensive de la 1re armée de choc dans l'oblast de Kalouga, puis doit revenir sur la défensive. En récompense, elle reçoit l'ordre du Drapeau rouge le 5 mars 1942, puis est renommée la 18e division de fusiliers de la Garde le 17 mars.
En réserve de la 16e armée en juillet 1943, la division participe ensuite à l'offensive soviétique contre le saillant d'Orel (l'opération Koutouzov). En juin 1944, elle participe à l'opération Bagration, arrivant en juillet jusqu'au Niémen. Affectée au troisième front biélorusse, elle pénètre en octobre sur le territoire allemand, conquérant la ville de Goldap en Prusse-Orientale (opération Gumbinnen-Goldap). Le 20 janvier 1945, la division participe à la percée de la 5e armée de la Garde, fonçant sur Insterbourg (l'ancien nom allemand de Tcherniakhovsk), s'en emparant le 22 janvier, recevant ce jour-là le titre honorifique Insterbourgskaïa. En avril 1945, au sein de la 11e armée de la Garde, la division participe à la conquête de Königsberg (Kaliningrad), puis du Samland, prenant le port de Pillau (aujourd'hui Baltiïsk) le 25 avril. Du 23 au 30 avril, la division combat sur la presqu'île de la Vistule. En mai 1945, la division occupe Grünhain-Beierfeld, en Saxe ; elle reçoit l'ordre de Souvorov le 17 mai.

### Guerre froide
Fin 1945, l'unité reçoit des véhicules blindés, devenant la 30e division mécanisée de la Garde. Elle est renommée 30e division de fusiliers motorisés de la Garde en 1957, casernée à Tcherniakhovsk, dans l'oblast de Kaliningrad.
En 1964, elle reprend son numéro, devenant la 18e division de fusiliers motorisées de la Garde. En juillet 1968, la division participe à l'invasion de la Tchécoslovaquie par le pacte de Varsovie (opération Danube), puis est affectée au groupement central des forces armées soviétiques en Tchécoslovaquie, occupant les villes de Mladá Boleslav, Zákupy, Bohosudov, Stráž pod Ralskem, Hvězdov et Svébořice.
D'octobre 1990 à mars 1991, la division retourne sur le territoire soviétique, à Goussev. L'unité est réduite à ses cadres en 1998. À la suite d'une importante réduction des effectifs, elle est transformée en 19e bataillon de reconnaissance de la Garde en 2001-2002, puis 79e brigade de fusiliers motorisés de la Garde en 2002, casernée à Goussev.

### Recréation en 2020
En février 2014, le début de la guerre russo-ukrainienne a pour conséquence le sommet de l'OTAN de 2016 à Varsovie, qui décide le déploiement à partir de 2017 de quatre groupements tactiques multinationaux (de la taille du bataillon) en Estonie, en Lettonie, en Lituanie et en Pologne (dirigés respectivement par les Britanniques, les Canadiens, les Allemands et les États-Unis). Cette « réassurance des États baltes » est présentée par les médias russes comme une menace pour l'oblast de Kaliningrad, isolé (en exclave). La réponse russe est, en 2018, l'arrivée de la 152e brigade de missiles (armée d'Iskander) ; en 2019, la transformation du bataillon de tanks de la 79e brigade en 11e régiment de tanks (passant ainsi de 40 à 100 T-72B) ; en 2020, la remise sur pied de la 18e division ; et, en 2021, le réarmement de la 27e brigade de missiles côtiers avec des Bastion-P (missile antinavire, pour interdire la mer Baltique).
Le 1er décembre 2020, la 18e division est recréée à partir de la 79e brigade (transformée en régiment), de deux autres régiments de fusiliers motorisés (nouvellement formés) et du 11e régiment de chars (lui aussi remis sur pied en 2018), le tout caserné à Goussev (l'ex Gumbinnen) et Sovetsk (l'ex Tilsit). Dans un contexte de plus en plus conflictuel, la nouvelle division est censée protéger l'oblast de Kaliningrad et menacer les pays voisins (Pologne au sud et Lituanie au nord), membres de l'Union européenne et surtout de l'OTAN.

### Invasion de l'Ukraine
En juin 2022, d'importants détachements de la 18e division (ses BTG opérationnels) ont été envoyés en renfort à Belgorod pour être engagés près de Kharkiv, y subissant de lourdes pertes jusqu'à leur retraite à la suite de l'offensive ukrainienne de septembre. Au 10 septembre 2022, les BTG de la 18e étaient à l'est de Koupiansk et le long de l'Oskol, au côté des unités du 3e corps.
En mai 2024, l'unité participe à la seconde offensive de Kharkiv.

## Unités subordonnées et forces de combat

### Composition en 2021
- 79e régiment de fusiliers motorisés de la Garde, n° d'unité 63940, à Sovetsk ;
- 275e régiment de fusiliers motorisés de la Garde, à Goussev ;
- 280e régiment de fusiliers motorisés de la Garde, à Goussev ;
- 11e régiment de chars (armé avec des T-72B3), no 41611, à Goussev ;
- 22e régiment de missiles antiaériens de la Garde (avec des Tor-M1/M2), à Kaliningrad ;
- un régiment d'artillerie automotrice ;
- 20e bataillon de reconnaissance (avec des drones Orlan-10), no 12563, à Sovetsk ;
- 26e bataillon de transport automobile, no 88771, à Goussev ;
- un bataillon de reconnaissance ;
- un bataillon de transmissions ;
- un bataillon du génie[5] ;
- un bataillon de soutien logistique ;
- une compagnie de guerre électronique ;
- une compagnie de défense NBC.

### Equipement et effectifs

#### 1974
- 197 T-62[10]

#### Décembre 1985
- 11400 hommes, 188 T-62, 83 T-72M, 146 BMP-1, 293 BTR-60, 1 BTR-60 ou 70, 12 BTR-70, 18 2s1, 72  D-30, 36  2s3[10]

#### Novembre 1990
- 210e régiment de fusiliers motorisé : 31 T-72, 5 BMP-1, 4 BRM-1K, 14 BTR-60, 18  D-30, 6 2s12 Sani, 1 PRP-3, 2 PRP-4, 9 R-145BM et 2 MT-55A[10]
- 275e régiment de fusiliers motorisé de la Garde : 31 T-72, 2 BMP-2, 4 BMP-1, 4 BRM-1K, 20 BTR-60, 12 2s12 Sani, 2 PRP-4, 3 1V18, 1 1V19, 11 R-145BM, 2 PU-12 et 2 MT-55A
- 278e régiment de fusiliers motorisé de la Garde : 31 T-72, 6 BMP-2, 29 BMP-1, 5 BRM-1K, 16 2s1 Gvozdika, 4 2s12 Sani, 8 BMP-1KSh, 2 PRP-4, 1 PRP-3, 3 BREM-4, 2 PU-12 et 2 MT-55A
- 280e régiment de fusiliers motorisé de la Garde : 31 T-72, 7 BMP-2, 5 BRM-1K, 18 2s1 Gvozdika, 6 2s12 Sani, 8 BMP-1KSh, 1 PRP-4, 2 PRP-3, 3 BREM-4, 2 PU-12, 1 MTU-20 et 2 MT-55A
- 52e régiment d'artillerie automotrice de la Garde : 16 2s3 Akatsiya, 15 BM-21 Grad, 5 PRP-3, 3 1V18, 1 1V19, 2 R-145BM, 1 R-156BTR et 11 MT-LBT
- 27e bataillon indépendant de communication de la Garde : 10 R-145BM et 1 R-156BTR
- 23e bataillon indépendant de sapeur-ingénieur de la Garde : 2 IRM and 3 UR-67
- équipement additionnelle arrivé à Chernyakhovsk: 31 T-72, 44 BMP-2, 49 BMP-1, 7 BRM-1K, 101 BTR-60, 33 2s3 Akatsiya, 18  D-30, 44 2s12 Sani, 2 BMP-1KSh, 2 PRP-3, 5 R-145BM, 2 R-156BTR, 4 PU-12, 2 MT-55A et 112 MT-LBT (139e régiment de missile anti-aérien, 86e bataillon indépendant de char, 149e bataillon indépendant d'artillerie anti-char, 45e bataillon indépendant de reconnaissance and 106e bataillon indépendant NRBC)

### Subordination
- 11ème Armée Interarmes de la Gardes, 6.57 - 10.68[10]
- Groupement central des forces armées soviétiques, 10.68 - 3.91
- 11ème Armée Interarmes de la Gardes, 3.91 - 8.97
- Flotte de la Baltique, 8.97 - aujourd'hui